# Jure Šinkovec
Jure Šinkovec född 3 juli 1985 i Ljubljana är en slovensk backhoppare som tävlar för SSK SAM Ihan.

## Karriär
Jure Šinkovec debuterade internationellt i kontinentalcupen i Westby i USA 14 februari 2004. Han startade i världscupen första gången i Kuusamo i Finland 26 november 2005 . Jure Šinkovec har en delseger i världscupen, i lagtävlingen i Oberstdorf i Tyskland 12 februari 2012. I världscupsäsongen 2011/2012 blev han nummer 28 totalt, vilket är hans bästa sammanlagda resultat i världscupen.
Efter att ha vunnit en Continental Cup-tävling i Kranj i juli 2011 och slutat tvåa i augusti i Grand Prix-tävlingen i Almaty, Kazakstan, har Šinkovec återigen tävlat regelbundet runt om i världen sedan starten av säsongen 2011/12. Hans bästa VM-resultat hittills i en enda tävling var när han kom på elfte plats den 28 januari 2012 i Sapporo, Japan. Den 19 februari 2012 vann han laghoppningen i Heini Klopfer-backen i Tyskland med det slovenska laget och vann då inte bara det första VM i sin karriär. Det slovenska laget vann också en lagtävling i VM för första gången.
I tysk-österrikiska backhopparveckan blev Šinkovec nummer 28 sammanlagt säsongen 2011/2012. Hans bästa placering i Sommar-Grand-Prix är en 15:e plats 2011. Šinkovec vann guld i lagtävlingen i slovenska mästerskapen 2008. Han har även en silvermedalj och tre bronsmedaljer från nationella mästerskap.
Under Världsmästerskapen i skidflygning i Vikersund 2012 blev Jure Šinkovec bronsmedaljör 
i laghoppningen tillsammans med Robert Kranjec, Jurij Tepeš och Jernej Damjan. Österrike var 23,2 poäng före Tyskland och 68,0 poäng före Slovenien.

## Främsta placeringar
- Världscupen
  - 2011
    - Harrachov, lagtävling stor backe - 3:a

  - 2012
    - Oberstdorf, lagtävling stor backe - 1:a
    - Planica, lagtävling stor backe - 4:a
- Continental cup
  - 2005
    - Lillehammer, normalbacke - 2:a Lillehammer 2005 [10]
    - Lillehammer, normalbacke - 3:a

  - 2006
    - Planica, normalbacke - 2:a[11]

  - 2008
    - Sapporo, stor backe - 1:a.[12]
    - Zakopane, stor backe - 2:a[13]